# 680-е годы
680-е (шестьсо́т восьмидеся́тые) го́ды по юлианскому календарю — промежуток времени с 1 января 680 года по 31 декабря 689 года, включающий 680 год 8-го десятилетия   и с 681 по 689 годы    9-го десятилетия VII века 1-го тысячелетия.  Они закончились 1336 лет назад.

## Важнейшие события
- Вторая фитна[1][2] в Омейядском халифате (680—692). Сражение при Кербеле (680 год)[3].
- Образование Первого Болгарского царства (681—1018; Аспарух[4].).
- восточным тюркам удалось оттеснить китайцев из своих районов и восстановить каганат.

## 681
- Хан Аспарух (Исперих) (около 644—700) заключил договор с византийским императором Константином IV, по которому Византия вынуждена платить годовой налог болгарскому хану. Договор является официальным признанием существования Первого Болгарского царства, существовавшего до 1018 года.
- 681 — около 700 — Правление хана Аспаруха в Болгарии.
- 681—691 — Король Силлы Синмун-ван.

## 682
- 682—683 — Папа римский святой Лев II.
- Около 682—684 — Переселение Кубера в Македонию.
- Ясав Чан Кавиль взошёл на трон, став правителем Тикаля[5].
- Константин IV сверг с престола братьев Тиберия и Ираклия, отрезал им носы и сделал соправителем сына Юстиниана II.

## 683
- Майордом Нейстрии Эброин убит франкским воином. Конец преобладания Нейстрии в державе франков
- 683—684 — халиф Муавия II
- 683—684 — император Китая Чжун-цзун (в первый раз)
- осень 683 — проведён Тринадцатый Толедский собор

## 684
- 684—685 — Епископ Хексема св. Кутберт.
- 684—685 — Папа римский св. Бенедикт II.
- 684—685 — Халиф Марван I.
- 684—690 — Император Китая Жуй-цзун. Регентша У-хоу.

## 685
- Победа саксов над пиктами. Крупное вторжение армии Нортумбрии на территорию пиктов.
- 685—687 — Первый епископ Линдисфарна св. Кутберт.
- 685—686 — Папа римский Иоанн V.
- 685—695 — Император Византии Юстиниан II Ринотмет (669—711, 7.12). Сын Константина IV и Анастасии.
- Юстиниан послал стратига анатолийского войска Леонтия в Армению против арабов. Леонтий покорил Ивирию, Албанию, Вулканию и Мидию.
- 685—705 — Халиф Абд-ал-Малик ибн Марван. Полководец Хаджадж ибн Юсуф.
- 685—705 — Завоевание Киликии арабами.

## 686
- 686—687 — Папа Конон.
- 686—690 — Князь Армении Ашот I Багратуни.
- 686, 7 — 12 месяцы — Годы Сютё. (Япония).

## 687
- Умер св. Кутберт.
- Битва при Тертри. Победа австразийца Пипина Геристальского. Он расширяет власть Пипинидов на Нейстрию и Бургундию. Нейстрия подчинена Австразии.
- 687—701 — Папа римский св. Сергий I.
- 687—702 — Король вестготов Эгика.

## 688
- 688—726 — Король Уэссекса Ине.
- Юстиниан двинулся во Фракию против славян и болгар. Болгар он прогнал и около Фессалоник захватил множество славян. Всех их он заставил переселиться в Малую Азию за Абидос в Опсикийскую область. На обратном пути Юстиниан застигнут болгарами в горных проходах и понёс большие потери. Из славян Юстиниан собрал 30-тысячное войско.
- 688—689, 690—700 — Король лангобардов Куниперт.

## 689
- Завоевание майордомом Пипином фризов.

## Родились
- Гандзин
- Карл Мартелл («Молот», ок. 688—741) — франкский майордом, фактический правитель Франкского государства в 715—741 годах.

## Скончались
- Эрвиг, король вестготов